# 凝脂奶油
凝脂奶油（英語：clotted cream）或稱凝塊鮮奶油、濃縮奶油、德文郡奶油，是源於英國的一種濃郁的鮮奶油，是英式奶油茶點不可或缺的元素。

## 製作
凝脂奶油它的製法是以蒸汽或水浴法間接加熱全脂牛奶，再置於淺盤慢慢冷卻。此時，生乳中的乳脂會浮到表層，凝結成塊。

## 歷史
東歐和中近東地區的凍奶油（kaymak）與其十分相似。康沃爾當地民間傳說認為這一技術是遠航至當地尋找錫礦的腓尼基航海者帶來的。
在欧洲英联邦地区，凝块鮮奶油是一种含有非常高乳脂含量（55%）的鮮奶油制品，通过加热处理制作，属于炼制鮮奶油的范畴。通常烹调时，虽然炼制鮮奶油和未经加热处理的鮮奶油（或者叫做「一次提製的鮮奶油」）都可以使用，但未炼制的鮮奶油往往容易发生析出的现象，特别是在经过加热和与酸性食物同时烹饪时。因此英联邦地区的厨师多使用炼制鮮奶油或者全脂作为热酱汁的添料，以避免析出或者“出水”。在製作甜味蛋塔和风味蛋挞的過程中，按照对浓度的需要重鮮奶油和重鮮奶油制品会被作为主要的材料。另外，炼制鮮奶油也可以通过加水来稀释到合适的浓度。

## 生产
它的起源歷史已不可考，但現今一般將凝脂奶油的生產製造聯想到西南英格蘭的酪農場，尤其是康沃爾郡和德文郡。它的最大生產商是康沃爾郡雷德路斯的「Rodda's」凝脂奶油，每天約產出25噸（2.5萬公斤；5.5萬磅）重的產品。「康沃爾凝脂奶油」（Cornish clotted cream）在1998年獲得歐盟管理局的國家保護來源地區（PDO）認證；除非康沃爾郡停產或產品的脂肪含量低於55%，否則這項認證永久不會失效。